# أوبيراتان بيريرا ماسييل
أوبيراتان بيريرا ماسييل (بالبرتغالية: Ubiratan Pereira Maciel) (مواليد 18 يناير 1944 - الوفاة 17 يوليو 2002) كان لاعب كرة سلة برازيلي بدأ مسيرته الاحترافية في سنة 1960. يبلغ طوله 6 قدم 6.5 بوصة (2.0 م). اعتزل اللعب في 1982.

## الميداليات
| الميدالية | المسابقة                         |
| --------- | -------------------------------- |
| برونزية   | الألعاب الأولمبية الصيفية 1964   |
| ذهبية     | بطولة كأس العالم لكرة السلة 1963 |
| فضية      | بطولة كأس العالم لكرة السلة 1970 |
| برونزية   | بطولة كأس العالم لكرة السلة 1967 |
| برونزية   | بطولة كأس العالم لكرة السلة 1978 |

## روابط خارجية
- أوبيراتان بيريرا ماسييل على موقع الاتحاد الدولي لكرة السلة (الإنجليزية)
- أوبيراتان بيريرا ماسييل على موقع الاتحاد الدولي لكرة السلة (الإنجليزية)
- أوبيراتان بيريرا ماسييل على موقع سبورتس رفرنس (الإنجليزية)
- أوبيراتان بيريرا ماسييل على موقع اللجنة الأولمبية الدولية (الإنجليزية)
- أوبيراتان بيريرا ماسييل على موقع أوليمبيديا (الإنجليزية)
- أوبيراتان بيريرا ماسييل على موقع اللجنة الأولمبية البرازيلية (البرتغالية)